# Po Ping
 (décembre 2015).
Si vous disposez d'ouvrages ou d'articles de référence ou si vous connaissez des sites web de qualité traitant du thème abordé ici, merci de compléter l'article en donnant les références utiles à sa vérifiabilité et en les liant à la section « Notes et références ».
Po Ping est un personnage de fiction apparaissant dans l'univers de Kung Fu Panda, le film d'animation américain sorti en 2008. Il est le personnage principal du film.

## Biographie fictive
Po est un panda géant qui vit avec M. San Ping, son père adoptif (un jars) dirigeant un restaurant de nouilles et y travaille comme serveur. Mais il est très maladroit. Son rêve est de devenir maître de kung-fu et de se battre aux côtés des Cinq Cyclones (Tigresse, Singe, Vipère, Grue et Mante), élèves de maître Shifu. Son rêve devient réalité car tombant accidentellement dans l'arène, il est choisi par maître Oogway pour être le guerrier dragon. Cependant, maître Shifu refuse de croire que Po soit digne de l'être, étant donné qu'il ne maîtrise pas le kung-fu. Celui-ci va tout faire pour s'en débarrasser, mais Po s'obstine à ne pas renoncer. Alors que Taï Lung, ancien élève de maître Shifu, s'est évadé de prison (dans laquelle il a été enfermé pendant 20 ans), maître Oogway, avant de disparaître, essaie de convaincre son ancien élève et vieil ami de former Po, de lui enseigner le kung-fu et de croire en lui. Plus tard, après avoir vu Po voler de la nourriture dans la cuisine, Shifu comprend que le panda a un grand potentiel si on l'exploite correctement, il va alors prendre Po sous son aile et le former à l'art martial en exploitant sa gourmandise. Grâce à lui, Po progresse très vite et développe de manière rapide et efficace son propre style de kung-fu. 
Pendant ce temps-là, les Cinq Cyclones affrontent Taï Lung mais sont vite défaits par ce dernier d'une attaque paralysante. Po obtient finalement le Rouleau du Dragon. Lors de l'arrivée de Taï Lung à la Vallée, Shifu tente de gagner du temps en l'affrontant mais est battu par son ancien élève. Po intervient alors et affronte celui-ci à son tour. Après un combat acharné, Po bat son adversaire.
Dans le second film, on en apprend un peu plus sur le passé de Po. Celui-ci découvre que San Ping n'est pas son vrai père, étant donné qu'il l'a adopté lorsqu'il n'était qu'un bébé. Shen, un paon blanc découvrant le pouvoir maléfique des feux d'artifice, attaque un village de pandas (là où Po est né) mais banni de la Chine par ses parents, jure de se venger et de tout faire pour que la Chine soit sous sa domination.
Alors que Po s'entraîne, des bandits loups attaquent un village pour voler des objets contenants du métal. Po et les Cinq Cyclones décident d'intervenir et mettent la troupe en fuite. Un bandit attaque alors Po et voyant le symbole rouge sur son bras, Po a soudain un flash : il se voit bébé et sa mère qui l'abandonne. Alors les loups s'échappent avec tout le métal du village. Po va alors retourner voir son père, Ping, pour lui demander d'où il vient et comment il est arrivé jusque chez lui. Ping lui avoue qu'en réalité, il a décidé de l'adopter puisqu'il n'avait pas de famille.
Po et ses camarades se voient confier la mission d'arrêter Shen avant qu'il ne soit trop tard. Pendant leur voyage, Po tente de trouver la paix intérieure mais n'y parvient pas. Il se confie alors à Tigresse et aux autres en leur avouant que Ping n'est pas son vrai père. En arrivant à destination, Po et les Cinq Cyclones se font capturer par les hommes de Shen et sont amenés devant lui. Après avoir été libéré, Po affronte Shen et revoit à nouveau le symbole rouge sur ses plumes. Le flash lui refait surface, réalisant que Shen était là ce jour, Shen en profite pour s'enfuir et détruit sa tour. Po et les Cinq Cyclones retournent à la prison où se trouvent maître Croc et maître Bœuf et Tigresse conseille à Po de rester avec eux, étant donné qu'il n'est pas concentré. Mais Po est déterminé à retrouver Shen afin de trouver des réponses aux questions qu'il se pose sur son passé. Po retrouve finalement Shen et veut à tout prix savoir ce qui s'est passé le soir même. Mais Shen l'assomme en lui envoyant sa nouvelle arme sur lui, un énorme canon. La divinatrice sauve Po et celui-ci réalise qu'il se trouve au village où il est venu au monde. En utilisant la technique que lui a enseigné maître Shifu, Po se souvient de tout ce qui s'est passé cette nuit-là et réalise que sa mère l'a abandonné pour lui sauver la vie. Po trouve finalement la paix intérieure, fin prêt à réaffronter Shen. Il libère les Cinq Cyclones, maître Shifu, maître Bœuf et maître Croc interviennent pour leur prêter main-forte. Mais Shen les neutralise, seulement Po refuse d'abandonner et continue de se battre.
Grâce à sa paix intérieure, Po repousse toutes les attaques de Shen et les retourne contre lui. Finalement, Po vient à bout de Shen et sauve la Chine ainsi que le kung-fu.
Dans le troisième film, l'ancien élève et frère d'armes d'Oogway aux très mauvaises ambitions fait son retour du Royaume des Esprits au monde des mortels après deux luttes contre Oogway, dont il gagne la seconde alors que Oogway mort méditait dans une grotte près de ce royaume.
L'ancien élève d'Oogway, Kai s'empare du chi d'Oogway après l'avoir battu.
Insatisfait de sa puissance, Kai voudra s'emparer de la puissance des disciples d'Oogway.
Pendant ce temps, Po a la nouvelle qu'il deviendra maitre puisque son maitre Shifu lui remet son pouvoir.
En plus Po retrouvera son vrai père, Li Shan et découvrir que son nom de naissance est Lotus.
Pour sauver son village de la menace qui s'approche, Lotus sera amené dans son lieu de naissance, au village des pandas, oú Oogway encore jeune maitre à la tête d'une armée s'est fait soigner d'une grave blessure par les pandas et oú il a su maitriser le chi.
Lotus y retrouvera tout un grand nombre de pandas.
Pour sauver ses camarades, Po formera une troupe formée des pandas, de Tigresse et de son père adoptif.
Le désordre causé par sa bande envers les sbires verts de Kai qui sont les personnes manipulés par l'effet de Kai, ne mènera pas à vaincre Kai.
Lotus se raccroche à Kai pour le ramener au Royaume des Esprits puisqu'il n'est plus un mortel pour y aller tout seul.
Alors qu'il allait s'emparer de la puissance, du chi de Po, ce dernier est sauvé par sa troupe qui lui envoie inconsciemment du chi.
Po se transforme alors, il est à présent doté d'une cape, d'un chapeau et d'une capacité d'être protégé par un dragon fantôme, dès lors Po est devenu un maitre.
Po vaincra par la suite Kai et rencontrera Oogway près du Royaume des Esprits.
Il arrivera ensuite à retourner chez lui et ceux qui étaient sous l'emprise de Kai en seront délivrés.
Maitre Po apprendra ensuite le chi à toute la vallée et à son ancien maitre Shifu qui a frôlé ainsi son long séjour dans les grottes pour apprendre à manipuler le chi.

## Dans la culture populaire
Dans la troisième saison de la série télévisée d'animation française Wakfu l'antagoniste Poo, homme-panda, est une référence au protagoniste de Kung-Fu Panda.
Dans le manga Jujutsu Kaisen , le personnage de Panda, qui est un panda, ressemble à Pô, ayant une manière de combattre similaire. 